# Peter Jacoby
Peter Jacoby, né le 27 avril 1951 à Sarrebruck, est un homme politique allemand, membre de l'Union chrétienne-démocrate d'Allemagne (CDU).

## Formation
Après avoir passé son Abitur, il suit des études supérieures de droit et sciences sociales, obtenant son diplôme de sociologie en 1977. Trois ans plus tard, il passe avec succès son diplôme économique d'État, ce qui lui permet de devenir économiste.

## Vie politique

### Une ascension fulgurante
Il est élu en 1979 président de la Junge Union (JU), mouvement de jeunesse de la CDU, dans le Land de Sarre, et occupe ce poste jusqu'en 1985. Député au Landtag depuis 1980, il est porté en 1986 à la présidence de la CDU régionale, qu'il conserve quatre ans. Il est ensuite désigné président du groupe des députés régionaux chrétiens-démocrates, puis vice-président régional du parti en 1991.

### Du Bundestag au gouvernement de Sarre
Lors des élections fédérales allemandes de 1994, il est élu député de Sarre au Bundestag, étant réélu lors des élections de 1998. Le 29 septembre 1999, Peter Jacoby est nommé ministre des Finances du Land de Sarre par le nouveau ministre-président Peter Müller, et obtient le poste de Vice-ministre-président.
Il est de nouveau élu député régional en 2004 et 2009. À l'issue de ce dernier scrutin, la CDU est contrainte de former une coalition jamaïcaine pour rester au pouvoir, ce qui le conduit à céder ses fonctions de Vice-ministre-président au libéral Christoph Hartmann. Il reste toutefois ministre des Finances jusqu'au 6 mai 2012, lorsqu'il est remplacé par son collègue de l'Intérieur, Stephan Toscani.